# لوني تونز (لعبة فيديو)
تايني تون أدفاتشرز (بالإنجليزية: Tiny Toon Adventures) لعبة فيديو من نوع مغامرات ، أنتجت شركة كونامي اليابانية بالترخيص من شركة وارنر برذرز الأمريكية سنة 1991م.
وتدور القصة حول باستر بني «الأرنب ذات اللون الأزرق» للبحث عن ماكس الثري الذي حبس أصدقاءه، فيقوم باستر بتحرير اصدقاءه من قبضة ماكس.

## وصلات خارجية
- The World of Tiny Toon Adventures Game Information نسخة محفوظة 18 أكتوبر 2008 على موقع واي باك مشين.